# Weimar Torres
Weimar Gonçalves Torres (Ponta Porã, 6 de dezembro de 1922 — Londrina, 14 de setembro de 1969), mais conhecido como Weimar Torres, foi um advogado, jornalista e político brasileiro, outrora deputado federal por Mato Grosso.

## Dados biográficos
Filho de José Rangel Torres e Dionísia Torres. Advogado formado pela Universidade Federal do Rio de Janeiro em 1947, foi também serventuário da justiça e jornalista. Fundador do jornal O Progresso, elegeu-se vereador em Dourados em 1950 e 1954. Filiado ao PSD elegeu-se suplente de deputado estadual por Mato Grosso em 1958 e deputado estadual 1962. Migrou para a ARENA tão logo o Regime Militar de 1964 impôs o bipartidarismo por força do Ato Institucional Número Dois e nesta legenda foi eleito deputado federal em 1966.
Não concluiu seu mandato, pois faleceu vítima de acidente aéreo na cidade paranaense de Londrina e em razão disso Gastão Müller foi efetivado como parlamentar.